# Pellenes diagonalis
Pellenes diagonalis là một loài nhện trong họ Salticidae.
Loài này thuộc chi Pellenes. Pellenes diagonalis được Eugène Simon miêu tả năm 1868.